# 漂亮臉蛋
《漂亮臉蛋》是日本漫畫家叶恭弘創作的日本漫畫作品。於2002年5月24日至2003年6月28日在《週刊少年Jump》（集英社）上進行連載。單行本全6卷。這是作者的第一部作品。

## 故事簡介
就讀成華私立高中三年級的亂堂政性格囂張、人見人怕（同時人見人憎）、做事前不想後果，而且還暗戀一年級學妹栗見理奈。某天，他在贏得空手道大賽後搭乘公車回家，豈料中途遇車禍重傷昏迷，醒來後，他發現自己已昏迷了一年，外表更遭醫生真鍋 順整形，變成了『栗見理奈』。亂堂在情急下離開醫院，欲尋回家人，可惜家人因為傷心而搬家，正當他感到徬徨無助之際，理奈出現，並將之誤認為於早年離家出走的孖生姊姊栗見由奈，接回家裡。這一刻，亂堂的新生活宣告展開……

## 人物簡介

### 主要角色
- 亂堂 政
  - 擁有兩個身份，分別為亂堂政及栗見由奈，前者出場戲份很少，多為回憶片段，故事中主要以後者的身份及容貌活動。
  - 亂堂方面：私立成華高中3年級。生日不明。身高161cm。
  - 由奈方面：私立成華高中2-3年級。生日10月22日。身高161cm。
  - 尚為男生時已暗戀理奈，但以為她不會喜歡自己而沒有告白。
  - 原為不良學生，學校上下皆討厭他。
  - 原本為空手道高手，昏迷一年後手腳身材變得像女生纖細，皮膚光滑。
  - 真鍋把他治好，卻錯誤（或故意）地弄上理奈的臉，令他被理奈本尊誤會成行蹤不明的姊姊由奈，之後住進栗見家。
  - 雖然變成女生外表，但力氣及打架絕不輸於男生。
  - 想扮清純女生卻老是改不回本來暴躁的本性，動不動就暴走打人，但討厭以多欺少和個性軟弱的男生。
  - 心地善良，會幫助小動物和溺水的小孩，為免理奈再受到失去姊姊的痛苦而甘願扮成由奈與她一起生活，直至找回真正的由奈為止。
  - 對女生毫無免疫力，面對跟女生親密的殺必死場面時會臉紅或流鼻血；另外因為保留男性的生殖器官且沒有乳房，所以需戴上由真鍋製造的人工乳房及女裝護襠以作掩飾。
  - 變成由奈以後，有著可愛的外表和超人的運動神經，而有眾多崇拜者，同時也是空手道社的榮譽會員。
  - 有時候會利用這張漂亮臉蛋來使用小詭計，獲取某些好處。
  - 對於想加害理奈的人，他就會露出男人的本性施以制裁。
  - 知道他為亂堂的人分別有真鍋、後來出場的小林夏緒及真正的栗見由奈。
  - 為方便起見，下文以亂堂代表男生時的他，女亂堂指假冒成由奈時的亂堂。

- 栗見理奈
  - 私立成華高中2-3年級。生日10月22日。身高159cm。
  - 本作第一女主角。因為碰見亂堂英勇地救小狗的行動而對他有意思，但因為姐姐長期離家出走，不想獨自享受幸福而沒有示愛。在校中以文靜聰明見稱，常常收到文質彬彬的男學生的情書，與「姊姊」由奈（女亂堂）同樣有高人氣的女生之一。
  - 一直忘不了「死去」的亂堂，對於變得強捍好勇的姐姐反而更為喜歡，並會把她投影成亂堂來看待。
  - 依賴性強，老是希望姐姐待在身邊。
  - 烹飪白痴一枚，煮出來的食物不能入口，但頭腦很好，辦事可靠，待人溫和，為人非常細心，情感真摰。

- 栗見由奈
  - 生日10月22日。身高161cm。
  - 單行本第六卷才登場，為了實現當髮型師的夢想而離家出走，之後與易容成自己模樣的亂堂相遇，得悉了真相。
  - 性格堅強，不服輸。
  - 小時候和理奈的約定，而有了想成為髮型師的夢想。
  - 原本對亂堂冒充自己感到震怒，但因得知亂堂沒有圖謀不軌及看見妹妹快樂的笑容而改變主意，希望亂堂繼續以自己的身份陪伴理奈直到自己取得美容師執照為止。
  - 及後在番外篇亦有亮相，與亂堂交換身份陪理奈進行修學旅行。

- 真鍋 順
  - 心理變態的外科醫生，但似乎對內科及其它領域的醫術也很好，經營私人診所「真鍋醫院」，目前單身。
  - 以高超的醫術救回亂堂，同時也想把他女性化，可是在進行「切除下體」的手術前卻因亂堂醒來而功虧一簣，之後一直念念不忘想把「他」百分百女性化，結果老是被亂堂飽以老拳。
  - 常常為亂堂發明古靈精怪的「女性用品」，但搞笑多過實用，更往往為亂堂帶來麻煩。
  - 身為醫生的他，為亂堂保密，欺騙理奈的家人、學校和外界。
  - 曾被變態女性糾纏，最後靠女亂堂來化解危機。
  - 過去曾幫草莓組的老大取出過體內的子彈，當時只有真鍋願意幫他治療，之後老大就只願意找他看病。
  - 總括來說，他對亂堂是功多於過，幫忙多過破壞，尋找真正的由奈也十分盡力。

- 小林夏緒
  - 仰慕亂堂的女高中生，空手道集訓時寄宿的寺廟該住持的孫女，在東京長大，二年級的後半轉來成華高中。
  - 單行本第四卷出場，曾經隨亂堂學習空手道，並在當時已仰慕他，不過亂堂一直以為「她」是男生。
  - 轉入成華高中後，她意外得知由奈為亂堂所扮，遂再生出追求之意。
  - 在發育期多喝牛奶，變成了巨乳女生。
  - 空手道不俗，卻常常不慎露出小內褲。
  - 外向且男子氣，連樣子也比由奈更像男生。
  - 经常因为乱堂追求里奈而吃醋，捉弄乱堂及理奈，不過仍很义气的為亂堂保密。

### 成華高校師生
- 佐野雪江
  - 成華高二年生，擁有不錯的身材與一把黑長髮，看上去很文靜的女孩。然而一旦惹火了便會抓狂，連亂堂（由奈）也制止不了的恐怖人物。
  - 一群女生中唯一有男朋友，常常以此炫耀。

- 赤井美都里
  - 成華高二年生，有一對引以為豪的巨乳，可惜沒男生緣，老是希望找位帥哥當男朋友。
  - 對常常炫耀男朋友的雪江不滿，不斷吐糟；最後高三時終於交到男朋友。

- 塚本惠子
  - 成華高二年生，男仔頭，對動物有強烈的愛好，對男性反而沒興趣。
  - 有傳言她是作者大大喜歡的角色。

- 升子美和
  - 成華高校实习老師，也是栗見姊妹的表姊。為人喜歡尋根究柢，曾對女亂堂多番追查，帶來不少麻煩事。
  - 結尾時成為正式老師。

- 美木聖人
  - 成華高校三年生，同時也是學生會會長，英俊不凡品學兼優，在女學生之間有高人氣，本身亦有些微自戀傾向。
  - 原本對理奈有意思，但被女亂堂教訓一頓後反而喜歡她（他），最終再遭教訓。

- 植田 望
  - 成華高校一年生，受一年級男生歡迎，但她本身為同性戀者，喜歡女亂堂，更因此引發一年級生向其挑戰。
  - 父親開設劍道場，她本人更是劍道二段，實力強橫。能隨時抽出竹劍作戰，但竹劍平常收在身上何處依然是謎團之一。
  - 多次向女亂堂展開追求攻勢卻失敗收場，後來又轉而愛上強氣的小林夏緒。
  - 千金小姐一名，別墅極為闊大，更有守護隊，非常誇張。

- 常盤兼成
  - 成華高校二年生，栗見姊妹的班長，一直暗戀理奈，然而在滑雪旅行時告白失敗了。
  - 高三時轉校，自此再沒出場。

- 小早川哲也
  - 成華高校二年級班主任兼數學教師，表面是正人君子其實是色狼，對女學生有不軌意思。
  - 曾被亂堂處以「火柴棒之刑」變成河童頭，自此頭頂再也長不出頭髮，只有長期戴假髮以掩飾，故而視亂堂為仇人。
  - 因對女亂堂不軌而被教訓，並以其河童頭要脅來取得數學科考試高分。

### 笨蛋三人組（三バカ）
- 木下貴廣（木ノ下貴広）
  - 成華高校三年生，空手道社社員，三人中的首領，最好強。
  - 過去曾是亂堂的手下，但心裡卻很討厭他。
  - 本性善良但做事沒顧慮他人。
  - 空手道差勁，完全是不能一戰。
  - 欲追求女亂堂，更為此而重讀三年級。

- 田村修二
  - 成華高校三年生，空手道社社員，笨蛋三人組之一，其餘簡介同上。

- 遠藤拓也
  - 成華高校三年生，空手道社社員，笨蛋三人組之一，比較懦弱，其餘簡介同上。

### 栗見家成員
- 栗見和樹
  - 栗見姊妹之父

- 栗見陽子
  - 栗見姊妹之母

### 小樽篇登場人物
- 吉田 仁
  - 原本為小混混，與芳賀一起創立紅蓮，在小樽橫行霸道人見人怕。
  - 家人開設美容院，由奈本尊曾在那處工作。因為被堅定快樂的由奈感染而反省，決定離開紅蓮當美容師。
  - 因為被芳賀滋擾而刺傷對方，自此被迫閉店，直到亂堂前來把芳賀打敗才成功重開。

- 芳賀
  - 與吉田一起創立紅蓮，對於他退出大為不滿，故常常破壞他家的美容院及住處。吉田一時氣盛下刺傷他，才被迫關上美容院偷偷搬家。
  - 找著吉田的新住處又想滋擾生事，不過被女亂堂徹底打敗，紅蓮也不敢再找吉田一家麻煩。

- 小樽笨蛋三人組（小樽三バカ）
  - 分別為木之內（木ノ内）、田坂及仙藤，人氣投票分別為第29位、後兩者同票第38位。
  - 與成華三笨蛋一模一樣，智商同樣低能，又同樣對女亂堂有好感，更為她（他）建立超過三百人的由奈連（由奈ちゃん連合）組織。

### 其他人物
- 阿波羅 北山
  - 腕力大賽的參賽者
  - 充滿自信想奪下冠軍，並聲稱對手即使是女生也不會留情
  - 被亂堂瞬間擊敗告終
- 陣內
  - 真鍋的朋友，人工乳房的製造者，為陣內造型研究所的所長，討厭變態。
- 小林 一二三
  - 小林 夏緒的爺爺
  - 為空手道道場館主，提供給成華高中空手道部合宿集訓的場地
  - 實力非常強橫，有可能更在亂堂之上
  - 色老頭一名，並經常向美和下手 ( 但對女亂堂毫無興趣 )

## 出版書籍
| 卷數 | 日文副標題 | 中文副標題             | 集英社        | 集英社             | 東立出版社     | 東立出版社         |
| 卷數 | 日文副標題 | 中文副標題             | 發售日期      | ISBN               | 發售日期       | ISBN               |
| ---- | ---------- | ---------------------- | ------------- | ------------------ | -------------- | ------------------ |
| 1    |            | 強行硬闖，無理也可行。 | 2002年10月9日 | ISBN 4-08-873361-4 | 2003年2月11日  | ISBN 986-11-1474-2 |
| 2    |            | 姊妹們的沖繩之旅       | 2002年12月9日 | ISBN 4-08-873350-9 | 2003年3月27日  | ISBN 986-11-1934-5 |
| 3    |            | 打倒栗見由奈           | 2003年2月9日  | ISBN 4-08-873384-3 | 2003年5月27日  | ISBN 986-11-2105-6 |
| 4    |            | 小樽大搜查線           | 2003年5月6日  | ISBN 4-08-873423-8 | 2003年6月26日  | ISBN 986-11-2338-5 |
| 5    |            | HAPPY X'MAS            | 2003年8月9日  | ISBN 4-08-873497-1 | 2003年10月6日  | ISBN 986-11-2958-8 |
| 6    |            | 一直很想告訴你         | 2003年11月9日 | ISBN 4-08-873526-9 | 2003年12月26日 | ISBN 986-11-3621-5 |

## 外部連結
- （英文）漂亮臉蛋 （页面存档备份，存于）於動畫新聞網上